# Stephany Mayor
Pour les articles homonymes, voir Mayor.
Sandra Stephany Mayor Gutierrez, dite Stephany Mayor,  née le 23 septembre 1991, est une joueuse mexicaine de football évoluant au poste d'attaquante. Internationale mexicaine (55 sélections et 10 buts depuis 2010), elle évolue en club à l'UDLA Puebla.

## Biographie
Mayor fait partie de la sélection mexicaine des moins de 20 ans participant à la Coupe du monde des moins de 20 ans 2008, qui ne passe pas le premier tour, et à la Coupe du monde des moins de 20 ans 2010, où les Mexicaines atteignent les quarts de finale. Stephany Mayor dispute la Coupe du monde de football féminin 2011, marquant un but lors du dernier match de groupe contre la Nouvelle-Zélande.